# NGC 270
NGC 270 (ook wel PGC 2938 of MCG -2-3-27) is een spiraalvormig sterrenstelsel in het sterrenbeeld Walvis. NGC 270 staat op ongeveer 152 miljoen lichtjaar van de Aarde.
NGC 270 werd op 10 december 1798 ontdekt door de Duits-Britse astronoom William Herschel.